# Aranycinege
Az aranycinege (Auriparus flaviceps) a verébalakúak (Passeriformes) rendjébe, ezen belül a függőcinege-félék (Remizidae) családjába tartozó Auriparus nem egyetlen faja.

## Rendszerezése
A fajt Carl Jakob Sundevall svéd zoológus írta le 1850-ben, az Aegithalus nembe Aegithalus flaviceps néven.

## Alfajai
- Auriparus flaviceps acaciarum (Grinnell, 1931) – az Amerikai Egyesült Államok délnyugati része (délkelet-Kalifornia, dél-Nevada, délnyugat-Utah, nyugat-Arizona, délnyugat-Új-Mexikó) és Mexikó északnyugati része;
- Auriparus flaviceps ornatus (Lawrence, 1851) – az Amerikai Egyesült Államok déli része (délkelet-Arizona, dél- és közép-Új-Mexikó);
- Auriparus flaviceps flaviceps (Sundevall, 1850) – Mexikó északnyugati része;
- Auriparus flaviceps lamprocephalus (Oberholser, 1897) –  Mexikó északnyugati része;
- Auriparus flaviceps sinaloae (A. R. Phillips, 1986) –  Mexikó északnyugati része;
- Auriparus flaviceps hidalgensis (A. R. Phillips, 1986) – Mexikó északi középső része.

## Előfordulása
Az Amerikai Egyesült Államok déli és Mexikó északi részén honos. Természetes élőhelyei a sivatagok, szavannák és cserjések. Állandó, nem vonuló faj.

## Megjelenése
Testhosszúsága 11 centiméter, testtömege 5-8 gramm.
|  |

## Életmódja
Alapvetően rovarevő, de ősszel és télen bogyókat is fogyaszt. Általában márciustól júniusig költ, de éghajlati körülményektől függően akár februártól szeptemberig is kiterjedhet a költési időszak.

## Természetvédelmi helyzete
Az elterjedési területe nagy, egyedszáma viszont csökken, de még nem éri el a kritikus szintet. A Természetvédelmi Világszövetség Vörös listáján nem fenyegetett fajként szerepel.